# Cò ke lá đẹp
Cò ke lá đẹp (danh pháp khoa học: Grewia calophylla) là một loài thực vật có hoa trong họ Cẩm quỳ. Loài này được Kurz ex Mast. mô tả khoa học đầu tiên năm 1874.